# Астрапотерієві
Астрапотерієві (Astrapotheriidae) — родина викопних копитних ссавців ряду Астрапотерії (Astrapotheria). Родина існувала з еоцену по міоцен, 38—16 млн років тому. За будовою тіла нагадували носорогів. Мали невеликий хобот, як у сучасних тапірів. Вели напівводний спосіб життя, але живились грубою рослинною їжею.

## Класифікація
- Incertae sedis
  - Parastrapotherium Ameghino, 1895[1]
  - Antarctodon Bond, Kramarz, Macphee, Reguero, 2011[2]
  - Comahuetherium Kramarz, Bond, 2011[3]
  - Liarthrus Ameghino, 1897[4]
  - Maddenia Kramarz, Bond, 2009[5]
- Підродина Albertogaudryinae Simpson, 1945[6]
  - Albertogaudrya Ameghino, 1901[7]
  - Astraponotus Ameghino, 1901[7]
- Підродина Astrapotheriinae
  - Astrapothericulus Ameghino, 1901[7]
  - Astrapotherium Burmeister, 1879[8]
  - Scaglia Simpson, 1957[9]
- Підродина Uruguaytheriinae
  - Uruguaytherium Kraglievich, 1928[10]
  - Granastrapotherium Johnson, Madden, 1997[11]
  - Xenastrapotherium Kraglievich, 1928[10]
  - Hilarcotherium Vallejo Pareja et al., 2015[12]